# Бейм, Сергей Геннадьевич
Сергей Геннадьевич Бейм (род. 11 августа 1968, Симферополь) — украинский и российский предприниматель, бывший генеральный директор Крымского республиканского предприятия «Черноморнефтегаз» (с 2014 по 2015). Прошёл трудовой путь от ученика оператора станков Симферопольского завода продовольственного машиностроения им. В. В. Куйбышева до генерального директора «Черноморнефтегаза». В 2006—2010 годах был депутатом Верховной Рады Крыма пятого созыва.

## Биография
Родился 11 августа 1968 года в Симферополе. В 1985 году после окончания средней школы в Симферополе начал свою трудовую деятельность.
С августа 1985 года работал учеником оператора на станках с ЧПУ в механосборочном цехе № 11 на Симферопольском заводе продовольственного машиностроения им. В. В. Куйбышева. Затем работал водителем, по совместительству — заправщиком СУ-4 треста «Симферопольпромстрой» (февраль 1989 — март 1989), водителем кооперативного объединения «Таврика» в Симферополе (март 1989 — август 1989), слесарем 2 разряда по ремонту автомобилей ГПО «Крымавтотранс» (август 1989 — август 1991), затем опять водителем 3 класса автомобилей всех типов грузоподъёмности АТП-14354 ГПО «Крымавтотранс» (февраль 1990 — август 1991), водителем предприятия «Бейкри» (сентябрь 1991 — февраль 1993).
С марта 1993 года — вице-президент по развитию компании «ТЭС» (а его отец, Геннадий Айзикович Бейм, являлся её президентом). В 1998 году окончил Таврический институт предпринимательства и права по специальности «экономика».
В 2006 году был избран депутатом Верховной Рады Крыма пятого созыва от блока Юлии Тимошенко. Однако затем перешёл в Партию Регионов, что позволило его компании получить ряд крупных заказов по поставке горюче-смазочных материалов для нужд государственных структур Крыма.
Активно развивал направление перевалки сжиженного газа и жидких нефтепродуктов в Керчи «ТЭС-Терминал». Из-за своей деятельности подвергся преследованию правоохранительных органов, пережил ряд рейдерских атак. 11 января 2012 года руководители компании «ТЭС» Сергей и Геннадий Беймы были задержаны по подозрению в незаконном уничтожении государственного имущества — в сносе хозяйственных построек на причале Керченского морского торгового порта (статья 364 УК Украины — злоупотребление властью или служебным положением), но вскоре были освобождены под залог, а позже — оправданы решением суда. Сам Сергей Бейм объяснял своё задержание попыткой рейдерского захвата.
По состоянию на 2013 год, в корпорацию «ТЭС» входили 68 АЗС, она занимала 17 % от всего розничного рынка Крыма. При этом С. Г. Бейм собирался продавать свой розничный бизнес, а сосредоточиться на развитии основного направления — на перевалке сжиженного газа и жидких нефтепродуктов в Керчи «ТЭС-Терминал». Также в корпорацию «ТЭС» входят непрофильные активы, в частности: гостиничный бизнес, автосервис, магазины автоаксессуаров и запчастей.
После аннексии Крыма Россией в 2014 году терминал в Керчи был вынуждено остановлен, однако компания «ТЭС» продолжила обеспечивать полуостров нефтепродуктами. По некоторым данным, компания даже планировала запустить паромное сообщение между Керчью и Ейском.
На выборах 14 сентября 2014 года в Государственный Совет Республики Крым С. Г. Бейм являлся кандидатом от регионального отделения партии «Справедливая Россия» (№ 4 в избирательном списке), однако партия не преодолела 5 % барьер.
30 сентября 2014 года назначен генеральным директором Крымского республиканского предприятия «Черноморнефтегаза», сменил на этом посту Сергея Комиссарова (бывшего гендиректора ООО «Газпром межрегионгаз Краснодар»), который занимал эту должность с 20 мая 2014 года. Ранее «Черноморнефтегаз» входил в состав НАК «Нафтогаз Украины» и ведёт разведку и добычу нефти и газа в акватории Чёрного и Азовского морей. 17 марта Государственный совет Республики Крым постановил признать имущество «Черноморнефтегаза» и ГП «Феодосийское предприятие по обеспечению нефтепродуктами» собственностью Крыма. Украина собирается обратиться с иском в Международный арбитражный суд в Стокгольме относительно экспроприации Россией компании «Черноморнефтегаз».
Развивает нефтегазовый бизнес в Крыму вместе со своим братом Эдуардом Геннадиевичем Беймом и отцом Геннадием Айзиковичем Беймом (директор корпорации «ТЭС»). По версии еженедельника «Комментарии», по состоянию на 2014 год, родственники входят в рейтинг самых богатых крымчан, а их капитал на сегодняшний день составляет 135 миллионов долларов.
В 2015 году планировалось начать разработку нефтяных месторождений, построить в Крыму нефтеперерабатывающий комплекс и завод по производству сжиженного газа.
"Постановлением Басманного районного суда города Москвы удовлетворено ходатайство следователя об избрании меры пресечения в виде заключения под стражу в отношении Бейма Сергея Геннадиевича, обвиняемого в совершении преступления, предусмотренного ч. 4 ст. 159 УК РФ, на срок два месяца", - говорится в сообщении.https://crimea.ria.ru/amp/20250725/eks-glava-chernomorneftegaza-beym-arestovan-po-delu-o-moshennichestve-1148223128.html

## Семья, личная жизнь, взгляды
Родители отца, стекольщик Айзик Абрамович Бейм (1900—?) и Любовь Абрамовна Бейм (1911—?), после начала Великой Отечественной войны вместе с сыновьями Владимиром (род. 1932) и Геннадием (1938—2023) были эвакуированы из Джанкоя в Хиву Хорезмской области.
Женат, воспитывает четверых детей.
Положительно относится к аннексии Крыма Россией в 2014 году: «Мы стали гражданами великой страны — России и являемся её патриотами, то не очень обращаем на это внимания: чем больше санкций, тем нам веселее!»

## ДТП
По сообщениям ряда новостных изданий, 31 июля 2021 года бизнесмен стал участником ДТП, в результате которого, согласно сообщению пресс-службы ГУ МВД республики Крым, погибла женщина, а также пострадал 11-летний ребёнок.
Через несколько дней Бейм в комментарии РИА Новости подтвердил, что он действительно был участником данного ДТП, и отказался комментировать произошедшее по существу. Несмотря на то, что автомобиль бизнесмена в момент ДТП в нарушение ПДД двигался по обочине проезжей части, в комментариях, данных для других СМИ, свою вину он не признал.

## Награды и звания
- Заслуженный работник промышленности Украины (2008)[24].